# Federico VI di Danimarca
Federico VI di Danimarca e Norvegia (Copenaghen, 28 gennaio 1768 – Copenaghen, 3 dicembre 1839) fu re di Danimarca dal 1808 al 1839 e re di Norvegia dal 1808 al 1814.
Ha anche assolto la funzione di Reggente di Danimarca dal 1784 al 1808, facendo le veci di suo padre.

## Biografia

### I primi anni

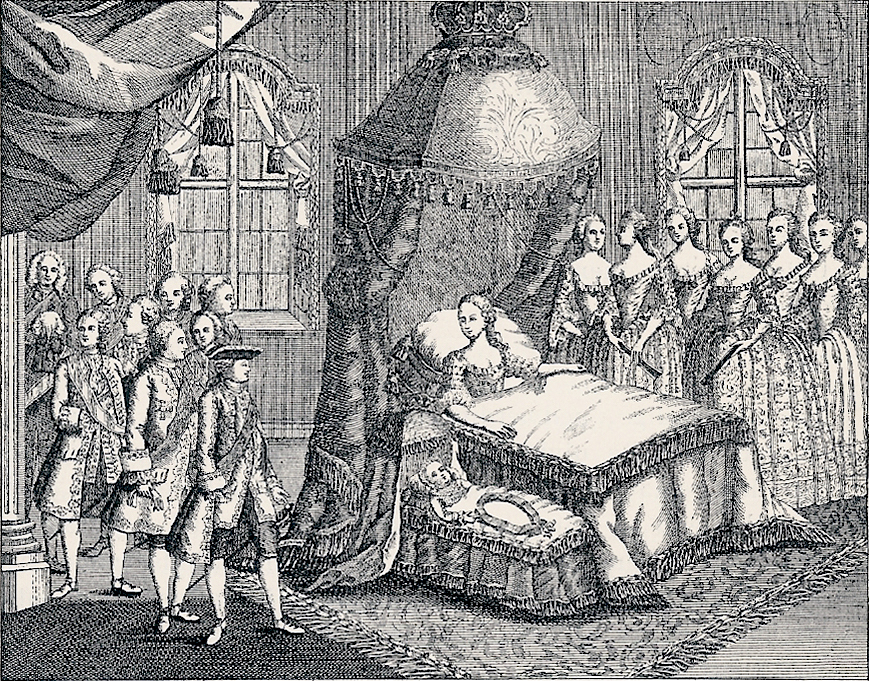
La nascita di Federico VI

Federico nacque nel Castello di Christiansborg a Copenaghen il 28 gennaio 1768, figlio del re Cristiano VII e di sua moglie, Carolina Matilde di Hannover, sorella di Giorgio III del Regno Unito. Egli nacque dopo quindici mesi di matrimonio dei suoi genitori, appena un giorno prima del compimento del diciannovesimo compleanno del padre, quando sua madre ne aveva appena 16. Il piccolo principe fu battezzato con il nome Federico il 30 gennaio 1768 dal vescovo Ludvig Harboe, avendo come padrini il padre Cristiano VII, la matrigna del padre Giuliana Maria e il fratellastro del padre, il principe Federico.
Suo padre soffriva di seri problemi psichici, tra cui un sospetto di schizofrenia espresso da periodi catatonici che lo obbligarono infine a ritirarsi dalla vita pubblica.
A gennaio del 1772, a seguito di un complotto ordito dalla regina vedova Giuliana Maria, la regina Carolina Matilde, madre di Federico, e l'amante di lei, Johann Friedrich Struensee, furono arrestati, e il poco più che diciottenne figlio di Giuliana Maria, che, come già accennato, si chiamava anch'egli Federico, venne nominato reggente del trono danese, anche se il vero potere risiedeva nelle mani della regina vedova, assistita dal primo ministro Ove Høegh-Guldberg. Mentre Struensee fu giustiziato, Carolina Matilde venne privata dei figli, inviata in esilio, e il suo matrimonio con il re dichiarato nullo.

### La reggenza

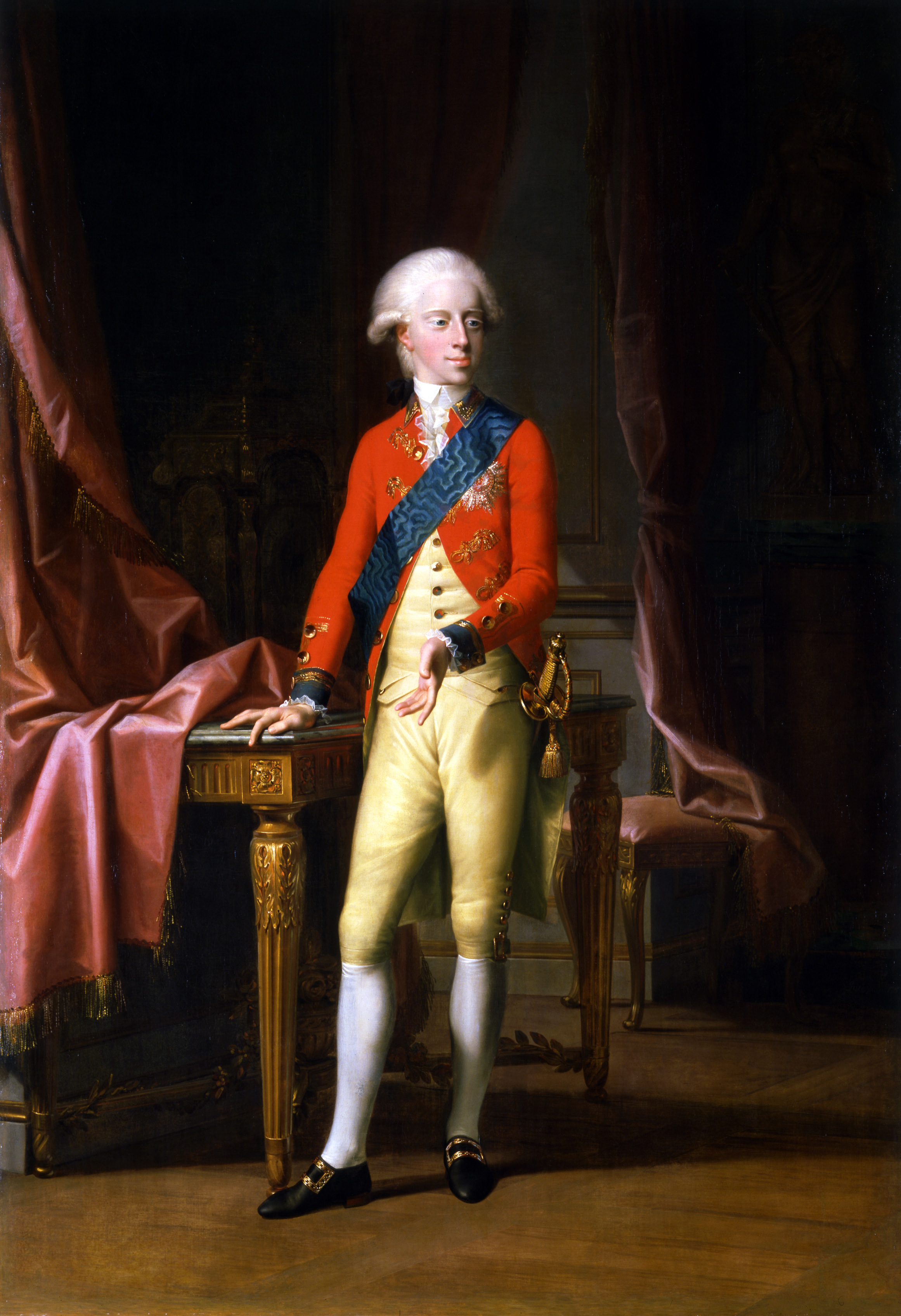
Il principe ereditario Federico di Danimarca durante il periodo della reggenza

Il 14 aprile 1784 Federico raggiunse la maggiore età e con un colpo di mano privò lo zio della reggenza per assumerla personalmente. Continuò nel ruolo di reggente sino alla morte del padre nel 1808.
Durante il periodo della reggenza Federico promulgò riforme liberali, con l'aiuto del primo ministro Andreas Peter Bernstorff, inclusa l'abolizione della schiavitù nel 1788. Tra le crisi che dovette affrontare nel regno vi furono le frizioni con il Regno Unito su una questione navale. Questo sfociò in due attacchi britannici contro le navi danesi nel 1801 e nel 1807, noti rispettivamente come prima battaglia di Copenaghen e seconda battaglia di Copenaghen.
Sua moglie Maria Sofia Federica d'Assia-Kassel era anche sua cugina di primo grado, figlia di Carlo d'Assia-Kassel, membro di una famiglia tedesca con stretti legami familiari con le famiglie reali di Danimarca e Regno Unito. I due si sposarono nel 1790 ed ebbero otto figli. La più giovane, la Principessa Guglielmina, divenne la moglie del futuro re Federico VII di Danimarca. Comunque, nessuno dei figli maschi di Federico VI sopravvisse all'infanzia e quando il re morì, venne succeduto al trono dal cugino Cristiano VIII di Danimarca.

### Il regno

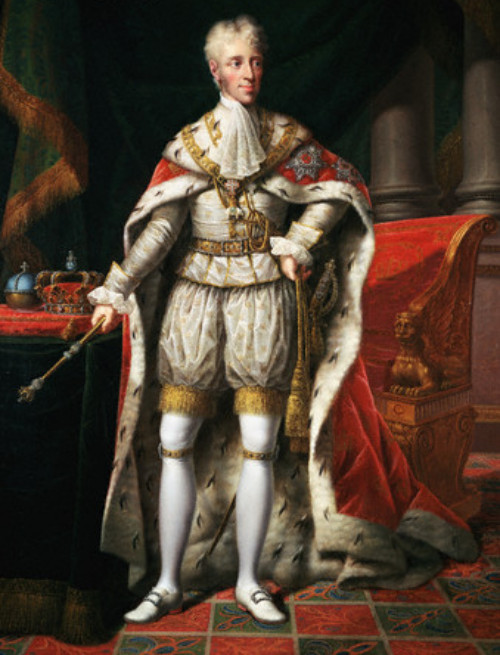
Federico VI di Danimarca negli abiti dell'incoronazione in un ritratto del 1808

Federico venne incoronato re di Danimarca dopo la morte del padre il 13 marzo 1808.
Quando nel 1809 il trono di Svezia iniziò a mostrare i segni della mancanza di discendenza con il rischio di venire occupato da potenze straniere, Federico era interessato ad assumere il trono del Paese. Federico era al momento il primo re di Danimarca e Norvegia a discendere da Gustavo I di Svezia, il sovrano che aveva assicurato l'indipendenza svedese dopo il periodo di unione con gli altri Paesi scandinavi. Nonostante ciò fu eletto al trono di Svezia il cognato di Federico, il principe Augusto di Augustenborg, poi sostituito dal generale francese Jean-Baptiste Jules Bernadotte, da cui ancora oggi discendono i monarchi svedesi. Il 2 settembre 1811, inoltre, fondò l'Università di Oslo, la più antica università della Norvegia.
A seguito della sua sconfitta nelle guerre napoleoniche nel 1814, con la perdita della Norvegia, Federico riportò il paese in un clima autoritario, sospendendo le idee liberali degli anni della reggenza. La censura e la soppressione di ogni tipo di opposizione resero questo uno dei periodi più oscuri della Danimarca, insieme alle cattive condizioni economiche del Paese. Dagli anni '30 del XIX secolo la depressione economica fu leggermente sanata e dal 1834 il re accettò una lieve reintroduzione della democrazia.
Federico VI era conosciuto per essere protettore dell'astronomia, e nel 1832 offrì medaglie d'oro a chiunque scoprisse una cometa usando un telescopio. I suoi successori continuarono in questa politica fino al 1850. Il premio non venne più distribuito dopo la prima guerra dello Schleswig. Dopo il ritrovamento della donna di Haraldskær nei ghiacciai dello Jutland, nel 1835, Federico VI inviò subito una commissione di studi che scoprì che la sepoltura risaliva all'età del ferro, ma concluse erroneamente che si trattava della leggendaria regina Gunnhild, il che però per l'epoca ebbe un valore politico e sociale altissimo in Danimarca.
Come suo padre fu membro della massoneria.

## Discendenza

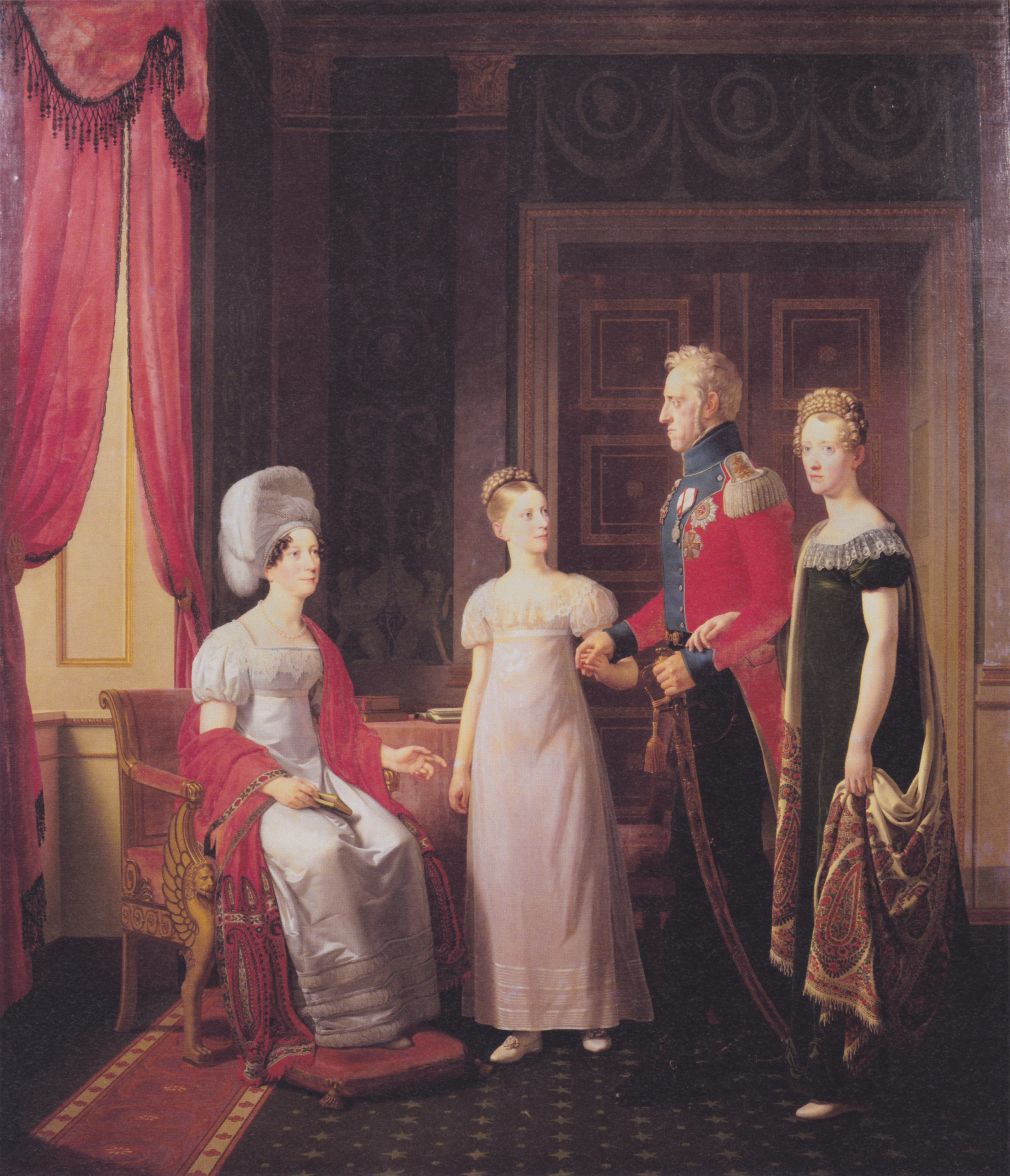
Federico VI, la moglie Maria Sofia Federica e le uniche due figlie sopravvissutegli, Carolina e Guglielmina Maria

I figli che sopravvissero di Federico VI e della regina Maria Sofia Federica furono le loro due figlie, anche se la coppia ebbe in totale i seguenti figli:
- Cristiano (Copenaghen, 22 settembre 1791 – Copenaghen, 23 settembre 1791)
- Maria Luisa (Copenaghen, 19 novembre 1792 – Frederiksborg, 12 ottobre 1793)
- Carolina (Copenaghen, 28 ottobre 1793 – Copenaghen, 31 marzo 1881), sposò il primo cugino di suo padre Ferdinando di Danimarca nel 1863, qualche mese prima del nipote Federico VII di Danimarca. Non ebbero figli.
- Luisa (Copenaghen, 21 agosto 1795 – Copenaghen, 7 dicembre 1795)
- Cristiano (Copenaghen, 1º settembre 1797 – Copenaghen, 5 settembre 1797)
- Giuliana Luisa (Copenaghen, 12 febbraio 1802 – Copenaghen, 23 febbraio 1802)
- Federica Maria (Copenaghen, 3 giugno 1805 – Copenaghen, 14 luglio 1805)
- Guglielmina Maria (1808-1891), sposata in prime nozze con il cugino di secondo grado Federico di Danimarca, il futuro Federico VII di Danimarca. Essi tuttavia divorziarono, e Guglielmina si risposò con il duca Carlo di Schleswig-Holstein-Sonderburg-Glücksburg, il fratello maggiore del futuro Re Cristiano IX di Danimarca. Entrambi i matrimoni furono senza figli.

Dall'amante Frederikke Dannemand ebbe altri quattro figli:
- Luisa, contessa di Dannemand (16 aprile 1810 – 28 dicembre 1888), sposò nel 1836 Wilhelm von Zachariae (6 giugno 1807 – 16 agosto 1871), ebbe discendenza
- Carolina, contessa di Dannemand (1812–1844), sposò nel 1837 Adolf Frederik Schack von Brockdorff (Vejle, 7 febbraio 1810 – Copenaghen, 18 ottobre 1859), ebbe discendenza
- Federico, conte di Dannemand (20 luglio 1813 – 12 marzo 1888), sposò in prime nozze nel 1840 Franziska von Scholten (1820–44), dalla quale non ebbe eredi, e poi nel 1845 si risposò con Lovisa Grefvinde Schulin (1815–1884), dalla quale non ebbe eredi. In terze nozze nel 1884 si risposò con Wilhelmina Laursen (1840–1886), dalla quale non ebbe eredi.
- Valdemaro, conte di Dannemand (6 giugno 1819 – 4 marzo 1835)

## Albero genealogico
|                                     |                             |                                         | Genitori                                  |  |  | Nonni |  |  | Bisnonni                  |  |  | Trisnonni                |  |
|                                     |                             |                                         |                                           |  |  |       |  |  | Cristiano VI di Danimarca |  |  | Federico IV di Danimarca |  |
|                                     |                             |                                         |                                           |  |  |       |  |  | Cristiano VI di Danimarca |  |  | Federico IV di Danimarca |  |
|                                     |                             | Luisa di Meclemburgo-Güstrow            |                                           |  |  |       |  |  | Cristiano VI di Danimarca |  |  |                          |  |
| Federico V di Danimarca             |                             |                                         |                                           |  |  |       |  |  | Cristiano VI di Danimarca |  |  |                          |  |
|                                     |                             | Sofia Maddalena di Brandeburgo-Kulmbach | Cristiano Enrico di Brandeburgo-Kulmbach  |  |  |       |  |  |                           |  |  |                          |  |
|                                     |                             | Sofia Maddalena di Brandeburgo-Kulmbach | Cristiano Enrico di Brandeburgo-Kulmbach  |  |  |       |  |  |                           |  |  |                          |  |
|                                     |                             | Sofia Maddalena di Brandeburgo-Kulmbach | Sofia Cristiana di Wolfstein              |  |  |       |  |  |                           |  |  |                          |  |
| Cristiano VII di Danimarca          |                             | Sofia Maddalena di Brandeburgo-Kulmbach |                                           |  |  |       |  |  |                           |  |  |                          |  |
|                                     |                             | Giorgio II di Gran Bretagna             | Giorgio I d'Inghilterra                   |  |  |       |  |  |                           |  |  |                          |  |
|                                     |                             | Giorgio II di Gran Bretagna             | Giorgio I d'Inghilterra                   |  |  |       |  |  |                           |  |  |                          |  |
|                                     |                             | Giorgio II di Gran Bretagna             | Sofia Dorotea di Celle                    |  |  |       |  |  |                           |  |  |                          |  |
| Luisa di Hannover                   |                             | Giorgio II di Gran Bretagna             |                                           |  |  |       |  |  |                           |  |  |                          |  |
|                                     |                             | Carolina di Brandeburgo-Ansbach         | Giovanni Federico di Brandeburgo-Ansbach  |  |  |       |  |  |                           |  |  |                          |  |
|                                     |                             | Carolina di Brandeburgo-Ansbach         | Giovanni Federico di Brandeburgo-Ansbach  |  |  |       |  |  |                           |  |  |                          |  |
|                                     |                             | Carolina di Brandeburgo-Ansbach         | Eleonora Erdmuthe di Sassonia-Eisenach    |  |  |       |  |  |                           |  |  |                          |  |
| Federico VI di Danimarca            |                             | Carolina di Brandeburgo-Ansbach         |                                           |  |  |       |  |  |                           |  |  |                          |  |
|                                     | Giorgio II di Gran Bretagna | Giorgio I d'Inghilterra                 |                                           |  |  |       |  |  |                           |  |  |                          |  |
|                                     | Giorgio II di Gran Bretagna | Giorgio I d'Inghilterra                 |                                           |  |  |       |  |  |                           |  |  |                          |  |
|                                     | Giorgio II di Gran Bretagna | Sofia Dorotea di Celle                  |                                           |  |  |       |  |  |                           |  |  |                          |  |
| Federico di Hannover                | Giorgio II di Gran Bretagna |                                         |                                           |  |  |       |  |  |                           |  |  |                          |  |
|                                     |                             | Carolina di Brandeburgo-Ansbach         | Giovanni Federico di Brandeburgo-Ansbach  |  |  |       |  |  |                           |  |  |                          |  |
|                                     |                             | Carolina di Brandeburgo-Ansbach         | Giovanni Federico di Brandeburgo-Ansbach  |  |  |       |  |  |                           |  |  |                          |  |
|                                     |                             | Carolina di Brandeburgo-Ansbach         | Eleonora Erdmuthe di Sassonia-Eisenach    |  |  |       |  |  |                           |  |  |                          |  |
| Carolina Matilde di Hannover        |                             | Carolina di Brandeburgo-Ansbach         |                                           |  |  |       |  |  |                           |  |  |                          |  |
|                                     |                             | Federico II di Sassonia-Gotha-Altenburg | Federico I di Sassonia-Gotha-Altenburg    |  |  |       |  |  |                           |  |  |                          |  |
|                                     |                             | Federico II di Sassonia-Gotha-Altenburg | Federico I di Sassonia-Gotha-Altenburg    |  |  |       |  |  |                           |  |  |                          |  |
|                                     |                             | Federico II di Sassonia-Gotha-Altenburg | Maddalena Sibilla di Sassonia-Weissenfels |  |  |       |  |  |                           |  |  |                          |  |
| Augusta di Sassonia-Gotha-Altenburg |                             | Federico II di Sassonia-Gotha-Altenburg |                                           |  |  |       |  |  |                           |  |  |                          |  |
|                                     |                             | Maddalena Augusta di Anhalt-Zerbst      | Carlo Guglielmo di Anhalt-Zerbst          |  |  |       |  |  |                           |  |  |                          |  |
|                                     |                             | Maddalena Augusta di Anhalt-Zerbst      | Carlo Guglielmo di Anhalt-Zerbst          |  |  |       |  |  |                           |  |  |                          |  |
|                                     |                             | Maddalena Augusta di Anhalt-Zerbst      | Sofia di Sassonia-Weissenfels             |  |  |       |  |  |                           |  |  |                          |  |
|                                     |                             | Maddalena Augusta di Anhalt-Zerbst      |                                           |  |  |       |  |  |                           |  |  |                          |  |